# Посёлок санатория «Мцыри»
Посёлок санатория «Мцыри» — населённый пункт  в Московской области России. Входит в городской округ Химки. Население — 329 чел. (2010). Название посёлка связано с санаторием «Мцыри», который располагался в советское время в усадьбе Середниково, расположенной в посёлке.

## География
Посёлок санатория «Мцыри» расположен в центральной части Московской области, на юго-западе округа, примерно в 14 км к северо-западу от центра города Химки  и в 32 км к юго-востоку от города Солнечногорска, в 12 км от Московской кольцевой автодороги, на правом берегу реки Горетовки бассейна Москвы-реки.
Связан прямым автобусным сообщением с городом Химки (платформа Фирсановская). Ближайшие населённые пункты — деревни Лигачёво, Подолино и Середниково.

## История
По материалам Всесоюзной переписи населения 1926 года — населённый пункт Лигачёвского сельсовета Ульяновской волости Московского уезда Московской губернии, проживало 89 жителей (39 мужчин, 50 женщин), велось одно хозяйство.
С 1929 года — населённый пункт в составе Сходненского района Московского округа Московской области. Постановлением ЦИК и СНК от 23 июля 1930 года округа как административно-территориальные единицы были ликвидированы.
1929—1932 гг. — посёлок Лигачёвского сельсовета Сходненского района.
1932—1939 гг. — посёлок Лигачёвского сельсовета Солнечногорского района.
1939—1940 гг. — посёлок Подолинского сельсовета Солнечногорского района.
1940—1960 гг. — посёлок Подолинского сельсовета Химкинского района.
1960—1963 гг. — посёлок Подолинского сельсовета Солнечногорского района.
1963—1965 гг. — посёлок Подолинского сельсовета Солнечногорского укрупнённого сельского района.
1965—1994 гг. — посёлок Подолинского сельсовета Солнечногорского района.
В 1994 году Московской областной думой было утверждено положение о местном самоуправлении в Московской области, сельские советы как административно-территориальные единицы были преобразованы в сельские округа.
1994—1999 гг. — посёлок Подолинского сельского округа Солнечногорского района.
В 1999—2005 гг. посёлок санатория «Мцыри» был административным центром Подолинского сельского округа Солнечногорского района.
В 2005—2019 годах посёлок входил в Кутузовское сельское поселение Солнечногорского муниципального района, в 2019—2022 годах  — в состав городского округа Солнечногорск, с 1 января 2023 года включён в состав городского округа Химки.

## Население
| 1926 | 1966 | 1998 | 2002 | 2010 |
| ---- | ---- | ---- | ---- | ---- |
| 89   | ↗261 | ↗452 | ↘406 | ↘329 |